# 奥家湾乡
奥家湾乡，是中华人民共和国山西省吕梁市兴县下辖的一个乡镇级行政单位。2021年5月28日，撤销恶虎滩乡，整建制并入奥家湾乡。

## 行政区划
奥家湾乡下辖以下地区：
奥家湾村、奥家坪村、交口村、姚儿湾村、廿里铺村、石槽沟村、吕家庄村、车家庄村、曲家沟村、炭烟沟村、王家崖村、张家塔村、孙家沟村、孙家窑村、樊家圪埚村、石畔村、孙家庄村、峁底村、阳塔村、李家塔村、郭家圪台村、杏树塔村、郝家山村和唐吉吉村。